# Kaidun (meteorit)
 Meteorit Kaidun je meteorit iz skupine ogljikovih hondritov. Na Zemljo je padel 12. marca 1980 na vojaško bazo nekdanje Sovjetske zveze v Jemnu.
Meteorit spada v skupino ogljikovih hondritov tipa CR2. Vsebuje veliko število mineralov, kar povzroča nemalo težav v iskanju starševskega telesa. V njem so našli delce drugih tipov meteoritov (npr. C1, CM1 in C3). Vsebuje tudi okoli 60 različnih mineralov, od katerih jih precej sploh ne najdemo na površini Zemlje (primer florenskit).
V marcu 2004 so znanstveniki razvili teorijo, da morda meteorit Kaidun izvora iz Marsove lune Fobos .
Meteorit vsebuje zelo veliko redkih okruškov kamnin bogatih na alkalnih elementih, ki so se odlagali v različnih časovnih obdobjih. To pomeni, da je bilo starševsko telo v bližini izvora alkalno bogatih kamnin, ki so običajno posledica razslojevanja (diferenciacije) kamnin. Luna Fobos je bliže Marsu kot Deimos, zato je luna Fobos verjetneje izvor meteorita Kaidun.